# Franz von Ballestrem
Franz Karl Wolfgang Ludwig Alexander Graf von Ballestrem (ur. 5 września 1834 w Pławniowicach, zm. 23 grudnia 1910 tamże) – pruski właściciel ziemski, przemysłowiec i polityk, prezydent Parlamentu Rzeszy w latach 1898–1906.

## Życiorys

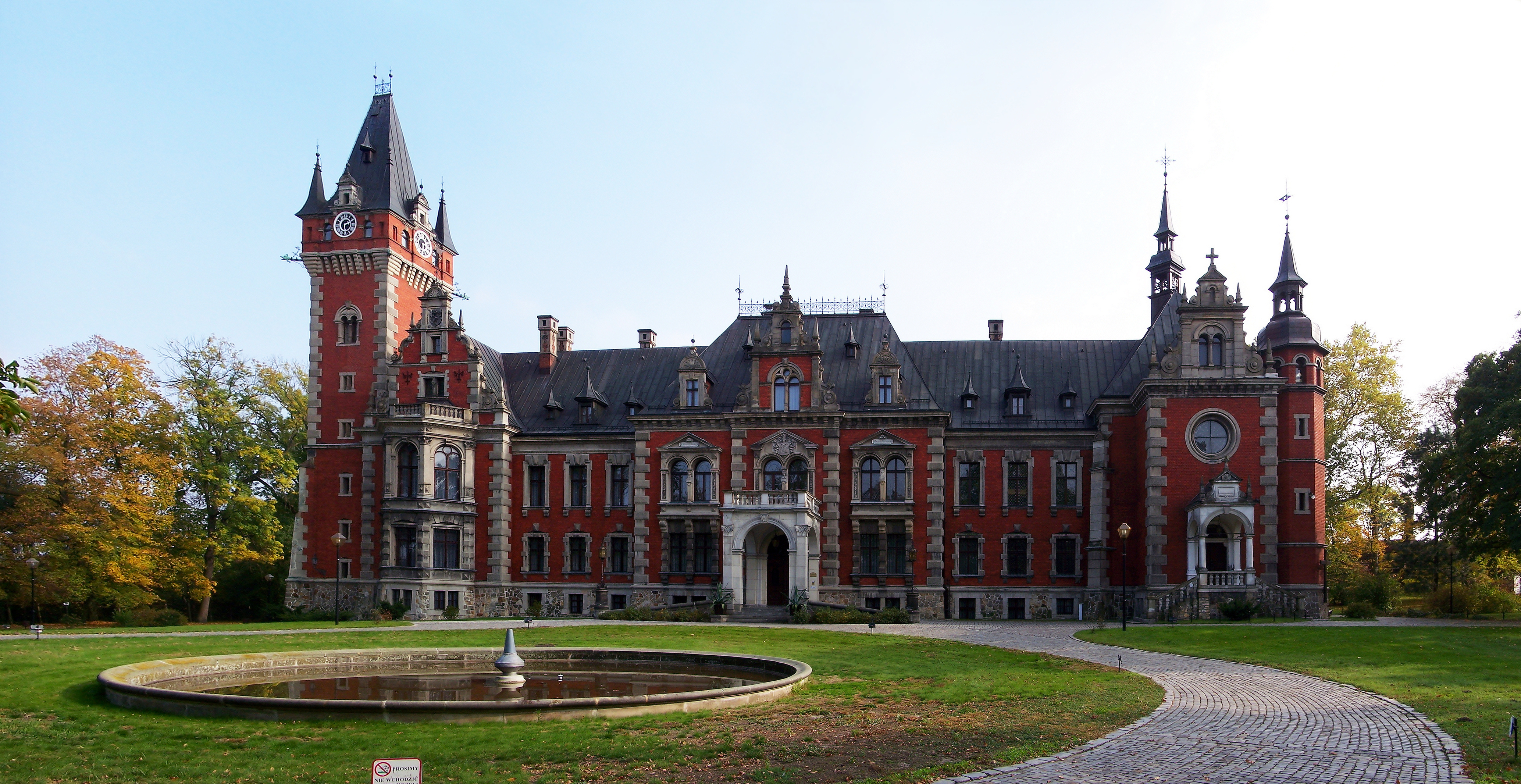
Pałac Ballestremów

Franz Ballestrem urodził się w Pławniowicach na Górnym Śląsku 5 września 1834 w rodzinie właściciela ziemiskiego i przemysłowca Carla Wolfganga von Ballestrem (1801–1879) i Bethy von Leithold (1803–1874). W latach 1851–1852 studiował filozofię u jezuitów w Namur w Belgii, zaś w latach 1853–1855 górnictwo w Liège. Po studiach służył w armii, najpierw w 19 Regimencie Piechoty a następnie w 1 Śląskim Pułku Kirasjerów Gwardii. Brał udział w wojnie prusko-austriackiej oraz wojnie prusko-francuskiej. Karierę wojskową przerwał upadek z konia. Ballestrem wystąpił z armii w stopniu rotmistrza w 1871, w 1895 został awansowany do stopnia majora rezerwy.
W 1858 roku ożenił się z hrabianką Hedwig von Saurma Jeltsch. Młodzi zamieszkali we Wrocławiu. Małżeństwo miało sześciu synów i trzy córki.
Pochodząc z praktykującej rodziny katolickiej Franz von Ballestrem był zaangażowany w powstanie partii Centrum, organizował jej struktury na Górnym Śląsku. W 1872 został wybrany do Parlamentu Rzeszy. Był aktywnym przeciwnikiem Kulturkampfu, wspierając jednocześnie germanizację na Śląsku. W 1890 r. Ballestrem został wybrany przewodniczącym partii. Centrum straciło jednak poparcie na Górnym Śląsku, przede wszystkim wśród polskojęzycznych wyborców. W roku 1893 Ballestrem zrezygnował z polityki. Powrócił do niej podczas wyborów w 1898 roku. Wystartował w wyborach parlamentarnych z rodzinnego okręgu Lubliniec–Toszek–Gliwice. Mandat uzyskał, zaś 7 grudnia 1898 został wybrany prezydentem Parlamentu Rzeszy. Pełnił tę funkcję do 13 grudnia 1906.
Rodowy majątek przeszedł w ręce Franza von Ballestrem po śmierci ojca 20 listopada 1879. Ballestremowie posiadali kopalnie węgla, huty, cegielnię, fabrykę klinkieru, wydobywali dolomit w Norwegii, Czechach i na Węgrzech (w tym na terenie dzisiejszej Słowacji). W latach 1882–1885 wzniesiono nową siedzibę rodową – pałac w Pławniowicach z prywatną kaplicą katolicką. Ballestremowie dbali o swoich pracowników, wznosząc dla nich osiedla, kolonie robotnicze, punkty opieki sanitarnej, noclegownię, szkoły, biblioteki, szpital i aptekę. Do posiadanych dóbr dołączono Szklary Górne na Dolnym Śląsku i Kochcice. Szczególne inwestycje dotyczyły Rudy na Górnym Śląsku, gdzie m.in. już w 1889 r. wprowadzono elektryczne oświetlenie ulic. W latach 1902–1904 wzniesiono w Rudzie kościół pw. św. Józefa z kryptą przeznaczoną na rodową nekropolię Ballestremów.
Franz von Ballestrem został w 1873 roku mianowany tajnym szambelanem papieskim di spada e cappa. Był rycerzem Zakonu Maltańskiego. Zmarł 23 grudnia 1910. Został pochowany w krypcie kościoła pw. św. Józefa w Rudzie.